# Internationella dagen för franska språket

Fransktalande i olika länder.
Majoritetsspråk
Officiellt språk/ administrationsspråk
Minoritetsspråk
Lokal franskspråkig minoritet

Internationella dagen för franska språket är en av Förenta nationernas internationella dagar. Den  instiftades år 2010 på initiativ av Unesco och uppmärksammas den 20 mars varje år. Datumet valdes för att fira 40-årsjubileet för grundandet av Organisation internationale de la Francophonie i Niamey i Niger den 20 mars 1970.
Franska är ett av FN:s sex 
officiella arbetsspråk. Det är officiellt språk i 29 länder och talas av nästan 300 miljoner människor i världen.